# Тодоров, Енё
Енё Динев Тодоров (болг. Еньо Динев Тодоров; 22 февраля 1943 — 26 мая 2022) — болгарский борец-вольник, призёр Олимпийских игр, чемпион Европы.

## Биография
Родился в 1943 году в селе Априлово общины Гылыбово Старозагорской области. В 1966 году завоевал серебряную медаль чемпионата Европы. В 1968 году стал обладателем серебряной медали Олимпийских игр в Мехико. В 1969 и 1970 годах становился чемпионом Европы.
Умер 26 мая 2022 года.